# Pallacanestro Varese
El Pallacanestro Varese, conocido como Openjobmetis Varese por motivos de patrocinio, es un club de baloncesto italiano de la ciudad de Varese, en la región de la Lombardía. Actualmente compite en la Serie A, la máxima división del baloncesto en Italia y en la tercera competición europea, la FIBA European Cup.
Pese a pertenecer a una ciudad de solo 80.500 habitantes, el Varese es el segundo club más laureado de Italia tras el Olimpia Milano, y uno de los más prestigiosos de Europa. En su palmarés constan 3 Copas Intercontinentales, 5 Copas de Europa, 2 Recopas de Europa, 10 Ligas Italianas, 4 Copas de Italia y una Supercopa italiana.

## Historia
El Pallacanestro Varese forjó su historial en los años 1960 y 70, durante los cuales fue considerado el mejor conjunto de Europa y uno de los mejores equipos de baloncesto del mundo. Durante aquellos años, además de múltiples y variados títulos, registró dos récords todavía no superados: disputó 10 finales consecutivas de la Copa de Europa entre 1970 y 1979 y estuvo 12 años imbatido como equipo local en competiciones europeas, cosechando entre 46 y 53 victorias consecutivas entre el 12 de enero de 1967 y el 11 de enero de 1978; dos semanas después, el 25 de enero de 1978 fue derrotado por la Jugoplástica de Split. 
Pese a que el nombre oficial del club es Pallacanestro Varese, ha pasado a la historia como el Ignis Varese o el Mobilgirgi Varese, por los nombres comerciales que le dieron las empresas que lo patrocinaban en los años 1960' y 70'. Desde 2007 a 2014 fue patrocinado por la empresa Cimberio.

## Patrocinadores
Por motivo de patrocinio, el club ha tenido diversos nombres a lo largo de su historia:
| - Storm (1954–56) - Ignis (1956–75) - Mobilgirgi (1975–78) - Emerson (1978–80) - Turisanda (1980–81) - Cagiva (1981–83) - Star (1983–84) - Ciao Crem (1984–85) - Divarese (1985–89) - Ranger (1989–92) | - Cagiva (1992–97) - Sin patrocinador (1997–99) - Varese Roosters (1999-01) - Metis (2001–04) - Casti Group (2004–05) - Whirlpool (2005–07) - Cimberio (2007–2014) - OpenjobMetis (2014-presente) |

## Posiciones en Liga
| Temporada | Nivel | Liga     | Pos. | Copa de Italia | Competiciones europeas | Competiciones europeas |
| --------- | ----- | -------- | ---- | -------------- | ---------------------- | ---------------------- |
| 2004–05   | 1     | Serie A  | 14.º |                |                        |                        |
| 2005–06   | 1     | Serie A  | 10º  |                |                        |                        |
| 2006–07   | 1     | Serie A  | 7.º  |                |                        |                        |
| 2007–08   | 1     | Serie A  | 18.º |                |                        |                        |
| 2008–09   | 2     | Serie A2 | 1.º  |                |                        |                        |
| 2009–10   | 1     | Serie A  | 11.º |                |                        |                        |
| 2010–11   | 1     | Serie A  | 8.º  |                |                        |                        |
| 2011–12   | 1     | Serie A  | 8.º  |                |                        |                        |
| 2012–13   | 1     | Serie A  | 3.º  |                |                        |                        |
| 2013–14   | 1     | Serie A  | 10º  |                | 1 Euroleague           | QR1                    |
| 2013–14   | 1     | Serie A  | 10º  | 2 Eurocup      | TR                     |                        |
| 2014–15   | 1     | Serie A  | 11.º |                |                        |                        |
| 2015–16   | 1     | Serie A  | 9.º  |                | 3 FIBA Europe Cup      | FI                     |
| 2016–17   | 1     | Serie A  | 12.º |                | 3 Champions League     | TR                     |
| 2017–18   | 1     | Serie A  | 6.º  |                |                        |                        |
| 2018–19   | 1     | Serie A  | 10º  |                | 3 FIBA Europe Cup      |                        |

## Palmarés

### Títulos internacionales
- 5 Copas de Europa: 1969-70, 1971-72, 1972-73, 1974-75, 1975-76.
- 3 Copas Intercontinentales: 1966, 1970, 1973.
- 2 Recopas de Europa: 1966–67, 1979–80.

### Títulos nacionales
- 10 Ligas Italianas: 1960-1961, 1963-1964, 1968-1969, 1969-1970, 1970-1971, 1972-1973, 1973-1974, 1976-1977, 1977-1978, 1998-1999.
- 4 Copas de Italia: 1968-1969, 1969-1970, 1970-1971, 1972-1973.
- 1 Supercopa de Italia de Baloncesto: 1999.
- 1 Legadue: 2009.

## Jugadores Históricos
| - Dejan Ivanov - Greg Newton - Christian Eyenga - Arijan Komazec - Veljko Mršić - Mate Skelin - Rok Stipčević - Diego Fajardo - Kristjan Kangur - Janar Talts - Teemu Rannikko - Yakhouba Diawara - Alain Digbeu - Michel Morandais - Pops Mensah-Bonsu - Fedon Matheou - Ivano Bisson - Paolo Conti - Marcelo Damiao - Alessandro De Pol - Fabrizio Della Fiori - Massimo Ferraiuolo - Giacomo Galanda - Guido Iellini - Andrea Meneghin - Dino Meneghin - Luigi Mentasti - Nico Messina - Alberto Mottini - Aldo Ossola - Gianmarco Pozzecco - Edoardo Rusconi - Stefano Rusconi | - Romeo Sacchetti - Enrico Ravaglia - Francesco Vescovi - Paolo Vittori - Marino Zanatta - Cristiano Zanus Fortes - Antonio Zorzi - Andrea De Nicolao - Achille Polonara - Simonas Serapinas - Manuel Raga - Pavel Podkolzin - Sani Bečirović - Aleksandar Ćapin - Boris Gorenc - Gregor Hafnar - Marko Tušek - Adrian Banks - Drew Barry - Tim Bassett - Anthony Bowie - Frank Brickowski - Keith Carter - Bill Campion - Geno Carlisle - Randolph Childress - Aubrey Coleman - DeJuan Collins - Pat Cummings - John Deveraux - Bill Edwards - Antony Gennari - Phil Goss | - Mike Green - Derek Hamilton - Delonte Holland - Cedrick Hordges - Rolando Howell - Justin Hurtt - Frank Johnson - Linton Johnson - Billy Keys - Rusty LaRue - Kevin Magee - Wes Matthews - Eric Maynor - Jerry McCullough - Larry Micheaux - Bob Morse - Tyrone Nesby - Norman Nolan - Arizona Reid - J.R.Reynolds - Dawan Robinson - Charles Pittman - Karim Shabazz - Ronald Slay - Dewarick Spencer - Terrell Stoglin - Reggie Theus - Jobey Thomas - Corny Thompson - Derell Washington - Terry White - Eddie Lee Wilkins | - Leon Wood - Charlie Yelverton - Luis Scola - - Bruno Cerella - - Daniel Farabello - - Gabriel Fernández (baloncestista) - - Dimitri Lauwers - - Nikola Lončar - - Marko Jarić - - Keydren Clark - - Willie Deane - - Andy Rautins - - Richard Petruška - - Dan Callahan - - Donnei McGrath - - Corey Albano - - Craig Callahan - - Ebi Ere - - Daniel Santiago - - Bryant Dunston - - Erik Rush |